# Развой на еровете в хърватски
Развоят на еровете в хърватски преминава през две основни фази:
1. Уеднаквяване на изговора на двете ерови гласни
2. Изпадане на еровата гласна в слаба позиция.

## Общославянска тенденция
Във всички славянски езици се наблюдава сходен процес на развитие на еровите гласни. Още преди разпадане на праславянската езикова общност възникват два позиционни варианта на еровете: в силна и в слаба позиция. При по-нататъшния развой на славянските езици еровете в слаба позиция изпадат, а тези в силна позиция се превръщат в друга гласна. В хърватски първоначално това е ǝ, преминал по-късно в a (на по-голяма част от хърватската езикова територия) или e (в някои чакавски говори и в кайкавския диалект).
Слабите ерове се намират:
1. В края на думите, напр. в sъnъ първата сричка съдържа ер в силна позиция, а в края на думата ерът е в слаба позиция: sъnъ > sъn > san
2. В сричка пред друга сричка, съдържаща ер в силна позиция, напр.: pěsьčьnъ > pěsčьnъ > pješčan
3. В сричка пред сричка, съдържаща гласна, различна от ер: starьca > starca (родителен падеж единствено число).

## Непоследователно изпадане на еровете в слаба позиция
Първоначално изпадат еровете в края на думите, като тази промяна е напълно последователна не само в хърватски, а и в останалите славянски езици. В средата на думите обаче изпадането на слабите ерове не се осъществява последователно.

### В корена на думата
В много случаи слабите ерове се запазват и се развиват като еровете в силна позиция на места, където изпадането им би затруднило изговора, напр. stьklo > staklo, или би се променил коренът на думата, напр. dьna > dana (а не dna, за да се различава от родителен падеж единствено число от dъnо: dъnа > dno: dna, макар че в хърватски се е запазила и архаична форма за родителен падеж от dьnь: dne < *dьne). В такива случаи действа и аналогията в езика: напр. dana < dьna по аналогия на laž, laž < lъžь, lъži (вместо laž, lži), въпреки че съчетанието dn е възможно да се изговори, напр. dno: dna < dъnо: dъnа; taman е по аналогия на други форми на прилагателното, напр. в женски род: tamna.
Има и случаи на запазване на еровата гласна в слаба позиция в корена не по аналогия. То се осъществява най-често в двусрични думи, напр. daska < dьska, staklo < stьklo.

### На морфемната граница
На границата между префикса и корена на думата еровата гласна винаги е в слаба позиция, но от нейното изпадане най-често възниква група от съгласни, поради което еровата гласна не изпада, макар че нейното запазване не винаги е задължително, напр. izagnati и izgnati < izъgnati. Подобно явление се наблюдава и при акцентни групи, напр. nada sve, preda me и т.н.

## Непостоянноa
На границата между основата на думата и наставката еровете в слаба позиция изпадат без изключение. Така възникват разлики между формите в именителен падеж и другите падежи или родове при някои съществителни, прилагателни и местоимения, където в наставките им е има стара ерова гласна, напр. при наставките за съществителни -ac, -ak < ьсь, -ьkъ (starac, starca; momak, momka); при наставките за прилагателни -an, -ak < ьnь, -ьkъ (čudan, čudna; sladak, slatka); при наставката за местоимения -av < -ъvъ (kakav, kakva) и т.н.
Това a е наследник на стара ерова гласна и се появява в едни форми, а в други изчезва. То се нарича непостоянно a. Появява се в следните форми:
- именителен падеж на съществителни (starac) и неопределените прилагателни (sladak) от мъжки род;
- родителен падеж множествено число на някои съществителни имена, което е ново явление в щокавския диалект (staraca, mačaka, pisama); появява се дори в думи от чужд произход (banaka, litara, maraka, klijenata, dijalekata и т.н.).

Непостоянното a често има и вторичен произход, т.е. появило се е след изпадане на слаба ерова гласна в края на думата, напр. mozak < mozgъ, dobar < dobrъ.
При следните групи съгласни, които могат поначало да се изговарят в края на думите: st, zd, št, žd, не се появява вторично непостоянно a, напр. gost, gostā